# Bulbophyllum posticum
Bulbophyllum posticum là một loài phong lan thuộc chi Bulbophyllum.